# Província d'Inhambane
Inhambane és una província de Moçambic situada a la part sud costera del país. Té una població d'1.412.349 habitants (2006, que eren 1.123.079 el 2001) i una superfície de 68.615 km². La capital és la ciutat d'Inhambane. La primera ciutat per habitants i centre econòmic de la província és, això no obstant, Maxixe.

## Demografia
| 1980      | 1997      | 2007      |
| 1.023.879 | 1.123.079 | 1.271.818 |

## Divisió administrativa

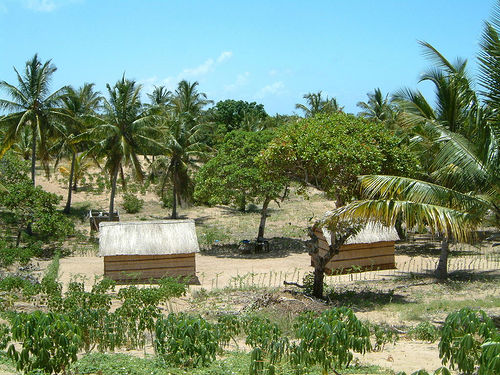
Vila prop de la ciutat d'Inhambane

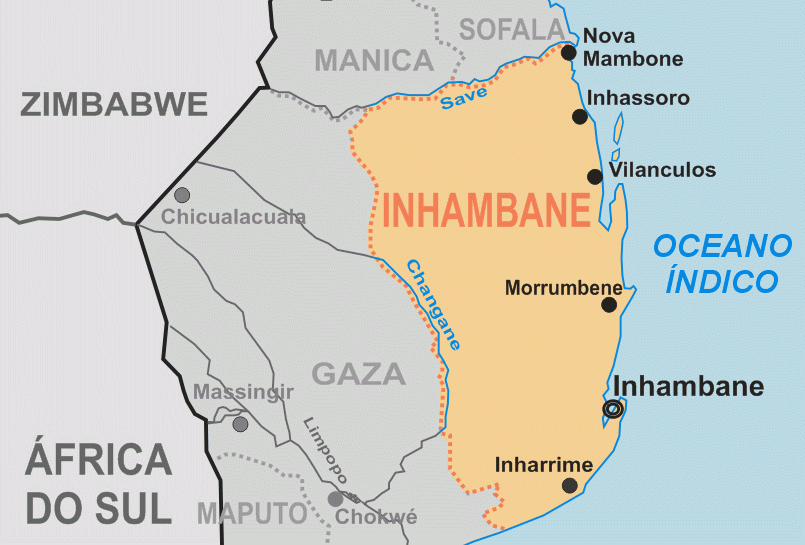
Mapa de la província

Està dividida en dotze districtes:
- Districte de Funhalouro
- Districte de Govuro
- Districte de Homoíne
- Districte de Jangamo
- Districte d'Inharrime
- Districte d'Inhassoro
- Districte de Mabote
- Districte de Massinga
- Districte de Morrumbene
- Districte de Panda
- Districte de Vilankulo
- Districte de Zavala

i dos municipis:
- Inhambane
- Maxixe

## Història
Un establiment àrab pel tràfic d'esclaus va existir a Inhambane després del segle x. La regió fou visitada per Vasco de Gama el 1498 que en va prendre possessió per a Portugal; el primer establiment portuguès permanent és de 1534.
Fou creada com a districte el 1895, incloent el territori del futur districte i després província de Gaza, que formava una àrea especial militar, i en fou segregada el 1895. Entre 1895 i 1918 el districte va utilitzar segells de correus propis. El 18 de juliol de 1942 li fou incorporada la zona nord del territori, al sud del riu Save, que fins aleshores havia estat sota administració de la Companyia de Moçambic. El 25 de juny de 1975 va esdevenir una de les províncies del nou estat independent de Moçambic.

## Governadors
La província és dirigida per un governador provincial nomenat pel President de la República.
- (2005-2008) Lázaro Vicente[3][4]
- (2008-2010) Francisco Itae Meque[4]
- (2010-2016) Agostinho Abacar Trinta[5]
- (2016-) Daniel Chapo[6]